# Skandinavisk Aero Industri
Skandinavisk Aero Industri A/S var en dansk virksomhed der byggede fly fra 1937 til 1954. Stiftet af Viggo Kramme (1905-1984) og Karl Gustav Zeuthen (1909-1989), og i starten kendt som Kramme & Zeuthen, byggede firmaet omkring 200 fly fordelt på 11 forskellige typer frem til lukningen i 1954.

## Tidlig historie
Viggo Kramme var uddannet flytekniker i Marinens Flyvevæsen, og havde i 1935 oprettet et flyværksted ved Københavns Lufthavn i Kastrup. Det første egentlige fly han byggede, var en Pou de Ciel ("Himmellus"), som var et hjemmebygget minifly efter fransk design. Flyet var bestilt af Berlingske Tidende, og blev da også bygget og fløjet, men Kramme var ikke tilfreds med maskinen og den blev senere destrueret.
På samme tid var Karl Gustav Zeuthen, som var uddannet civilingeniør, i gang med at lære at flyve i Kastrup. De to lærte hinanden at kende i flymiljøet, og Zeuthens baggrund som ingeniør fik ham til at påbegynde tegningerne til en flyvemaskine af eget design. Kramme og Zeuthen´, samt en række af deres venner, byggede denne første KZ I i deres fritid, og opnåede første flyvning i februar 1937.

## Skandinavisk Aero Industri
Kramme og Zeuthen fik hjælp af en anden flyinteresseret, civilingeniør Gunnar Larsen der dengang var administrerende direktør og storaktionær i FLSmidth & Co. A/S. Den 1. august 1937 blev firmaet Skandinavisk Aero Industri stiftet med Kramme og Zeuthen i spidsen. Samme år blev næste projekt, KZ II Kupé, sat i gang og året efter blev en åben variant – KZ II Sport – sat i produktion.
Grundet Gunnar Larsens indflydelse hos F. L. Smidth, blev produktionen en overgang flyttet til dette firmas faciliteter i Aalborg, men i 1943 flyttede man tilbage til København. Først til nogle midlertidige lokaler i Tuborg Havn, og senere til egen fabrik i Sydhavnen. Anden Verdenskrig havde gjort produktionen besværlig under besættelsesmagten, som forbød privat luftfart. SAI konstruerede i 1943 en prototype til en svæveflyver, KZ G-I, der dog ikke kom i produktion. Året efter blev to eksemplarer af ambulanceflyet KZ IV, der var specialdesignet til redningskorpset Zonen, færdiggjort, og de kom i brug fra maj 1944. Sideløbende blev der lavet planer for konstruktionen af KZ III, et nybrud i ingeniør Zeuthens designs, da III´eren var højvinget. 
Danmark manglede ressourcer under krigen. FLSmidth ønskede lokalproduceret energi, og bestilte vinger til sine omkring tyve styk FlS-Aeromotorer á 50-70 kW hos SAI. Desuden producerede SAI en Elektrovogn med 50 km rækkevidde, som i dag står på Danmarks Tekniske Museum.
Produktionen af KZ III havde været forberedt længe, og med afslutningen af krigen blev der i løbet af 1946 produceret 63 maskiner (ved siden af prototypen fra krigens tid). KZ III var en traditionel lukket flyver til to personer side om side, og blev videreudviklet til KZ VII, der brugte samme krop og vinger, men med en kraftigere amerikansk motor, så den kunne befordre fire personer - dog kun hvis man reducerede benzin-lasten, da fuldvægten ellers ville blive overskredet. Af i alt 56 producerede eksemplarer blev 10 styk blev leveret til det danske militær, der brugte dem frem til 1977.
Fra og med 1947 kom Skandinavisk Aero Industris glansperiode imidlertid til en ende. KZ VII var blevet konstrueret med en del udenlandske dele (især motoren), der skulle betales i hård valuta. Da det danske marked for fly samtidig var begrænset skulle 80 % af produktionen afsættes til udlandet, så man kunne tjene hård valuta nok hjem til at betale de udenlandske dele. Med den økonomiske udvikling i 1947 kunne mange udenlandske kunder imidlertid ikke få fat i hård valuta til at betale købene med, så eksporten af flyet standsede. Samtidig var Skandinavisk Aero Industri udsat for en brand, hvor 22 ufærdige KZ VII-fly blev flammernes bytte. Resultatet var, at F. L. Smidth, der havde støttet produktionen økonomisk siden starten, trak støtten. 
En specialopgave på et kunstfly blev til KZ VIII. Flyet fløj for Sylvest Jensens Luftcirkus, og der blev kun bygget to eksemplarer. Det andet blev dog først samlet i 1959 – efter fabrikkens lukning. 
KZ IX er ikke et Kramme & Zeuthen design, men en replika af Jacob Ellehammers Standard fra 1909, dog med visse modifikationer.
Det sidste fly lavet på fabrikken var KZ X. Flyet var lavet efter bestilling fra hæren som artilleriobservationsfly. 12 styk blev leveret i 1952-1953, men i den efterfølgende tid oplevede typen en række uheld, hvoraf tre havde dødelig udgang for piloterne. Tilliden til flyet blev aldrig genetableret og de resterende maskiner blev ribbet for reservedele.
Svag afsætning af maskinerne de foregående år og fiaskoerne med KZ X gjorde, at Kramme og Zeuthen ikke længere syntes flyproduktion var rentabelt i Danmark. Fabrikken blev lukket i 1954 efter produktion af omkring 200 fly.

## Veteranfly og museer
Mange KZ-fly, især fra den store produktion af III og VII modellerne, er stadig luftdygtige og kan ses ved diverse flyshows og på museer. Den første KZ I forsvandt under Anden Verdenskrig, og først i 1988 blev en replika konstrueret.
KZ IV, det eneste to-motorede fly, findes som hovedattraktion på Danmarks Flymuseum i en bemaling som ligner den originale Zonen-fremtræden.
Den sidste model, KZ X, findes nu kun i ét eksemplar, som er den oprindelige prototype. Alle andre fly af typen er destruerede.
Kramme & Zeuthen ses ofte som de eneste flyproducenter i Danmark nogensinde, men det bør dog nævnes, at maskinfabrikken Nielsen & Winther byggede seks fly til hæren under 1. verdenskrig i deres aeroplanafdeling.

## Liste over KZ-fly
| Flytype            | Første flyvning | Antal bygget                    |
| ------------------ | --------------- | ------------------------------- |
| KZ I               | 1937            | 1                               |
| KZ II Kupé         | 1937            | 14                              |
| KZ II Sport        | 1938            | 16                              |
| KZ II Træner       | 1946            | 15                              |
| KZ III             | 1944            | 64, heraf fire som ambulancefly |
| KZ IV              | 1944            | 2                               |
| KZ VII             | 1946            | 56                              |
| KZ VIII            | 1949            | 1 (+1 samlet i 1959)            |
| KZ IX "Ellehammer" | 1950            | 1                               |
| KZ X/AOP           | 1951            | 12                              |
| KZ G-I             | 1943            | 1 prototype                     |